# Branchinella occidentalis
Branchinella occidentalis är en kräftdjursart som beskrevs av J.C. Dakin 1914. Branchinella occidentalis ingår i släktet Branchinella och familjen Thamnocephalidae. Inga underarter finns listade.